# Nephodia directa
Nephodia directa là một loài bướm đêm trong họ Geometridae.